# John Josiah Guest
John Josiah Guest (2. února 1785 – 26. listopadu 1852) byl velšský průmyslník.

## Život
Narodil se ve vesnici Dowlais na jihu Walesu jako syn podnikatele Thomase Guesta, společníka v železárně Dowlais Ironworks. Po smrti svého otce v roce 1807 získal jeho podíl na společnosti. Již roku 1815 se stal jediným vlastníkem celé železárny. V roce 1817 se jeho manželkou stala Maria Rankin, která však po devíti měsících zemřela. Později se oženil znovu. Měl pět dcer a pět synů, patřili mezi ně například politici Montague Guest a Arthur Guest. Zemřel roku 1852 ve své rodné vsi, kde byl také pochován.